# Berlijn (dorp)
Berlijn is een  dorp aan de rivier Boven-Para in het district Para, Suriname. In het Sranan wordt de plaats Balen genoemd, soms ook Sabaku. Het dorp ligt op de plaats van de voormalige plantage Berlijn. Het omvat verschillende voormalige concessies, waaronder houtgrond 'Berlijn', de 'Drie Zwitsersgrond' en 'Oranje', die door verjaring vervallen zijn tot domeingrond. De omwonenden -voornamelijk Creolen- betalen daarvoor een gezamenlijke erfpacht van sf 50,-, voor een looptijd van 75 jaar.
Berlijn ligt ten zuiden van de internationale luchthaven Johan Adolf Pengel International Airport, aan de verbindingsweg Zanderij-Kraka. Het is een populaire buitenplaats voor de inwoners van Paramaribo. Er staat een kleine kerk van de Evangelische Broedergemeente Suriname. In 2004 zijn door een brand vijf traditionele huisjes langs de kreek en een touristenverblijf verwoest. 
Over de kreek is een brug en aan de andere kant, in het bos, een begraafplaats.
De Surinaamse politicus Fred Derby (1940-2001) is hier geboren.